# (145451) 2005 RM43
(145451) 2005 RM43, também escrito como (145451) 2005 RM43, é um corpo menor que reside no disco disperso, uma região do Sistema Solar além do cinturão de Kuiper. Ele possui uma magnitude absoluta de 4,4 e tem um diâmetro estimado com cerca de 580 km. O astrônomo Mike Brown lista o mesmo em seu site na internet como um provável planeta anão, mas o diâmetro do objeto ainda não foi medido.

## Descoberta
(145451) 2005 RM43 foi descoberto no dia 9 de setembro de 2005 pelos astrônomos Andrew C. Becker, Andrew W. Puckett e Jeremy Martin Kubica através de observações realizadas a partir do Observatório de Apache Point, em Sunspot, Novo México. Foi observado 194 vezes ao longo de 11 oposições em imagens obtidas que nos remonta ao ano de 1976.

## Órbita
A órbita de (145451) 2005 RM43 tem uma excentricidade de 0,613 e possui um semieixo maior de 90,732 UA. O seu periélio leva o mesmo a uma distância de 35,131 UA em relação ao Sol e seu afélio a 146 UA. A órbita de (145451) 2005 RM43 é bem determinada com um código de qualidade de nível 0 (0 é o melhor, sendo 9 o pior).